# Paolo Valente
Paolo Bill Valente, escritor, funcionario eclesiástico y periodista italiano (Merano, Italia, 3 de noviembre de 1966). 
De los primeros años ‘90 es dedicado al estudio de la especial realidad plurilingual y multicultural representada del Alto Adige (provincia de Bolzano, Tirol del Sur). Es autor de numerosos volúmenes sur la historia de esta tierra de frontera. 
Las relaciones entre las culturas, el sentido de la frontera, las contradicciones de la identidad son los sujetos que influyen también su actividad literaria. Valente dedicó varios cuentos a su tierra vista como la metáfora de un mundo en el que el busca siempre el encuentro con el otro (cfr. La città sul confine, ed OGE, Milan 2006. La cuenta Vertigine es dedicada a la permanencia en Italia de Juan Domingo Perón en el año 1939). De las mismas motivaciones nace su amor por el África. Entre sus últimos trabajos dos libros de fábulas del Benín, África occidental (cfr. La papaia di Senan, ed. EMI, Bologna 2006, Racconti del vento, ed. San Paolo, Milán 2007) y un libro de cuentos ecuatorianos (Colorin colorado, ed. San Paolo, Milan 2008) y uno de cuentos peruanos (Il sole è mio padre, ed. EMI, Bologna 2010).
Valente ha sido director de la Cáritas diocesana de Bolzano-Bressanone de 2017 a 2022. Desde 2022 es responsable de comunicación y desde 2023 vicedirector de Cáritas Italiana en Roma.

## Algunas publicaciones
- Di là del passo[3] (Edition Raetia, Bolzano 2003).
- La papaia di Senan (EMI, Bologna 2006).
- La città sul confine (OGE, Milano 2006).
- Racconti del vento (Edizioni San Paolo, Milano 2007).
- Colorin colorado (Edizioni San Paolo, Milano 2008).
- Merano. Breve storia della città sul confine (Raetia, Bolzano 2008).
- Sinigo. Con i piedi nell’acqua. Storia di un insediamento italiano nell’Alto Adige degli anni Venti (Alphabeta, Merano 2010).
- Il sole è mio padre (EMI, Bologna 2010).
- Giorni strani (Alphabeta, Merano 2010).
- Camminar la strada. L'avventura cristiana di don Giancarlo Bertagnolli (Il Margine, Trento 2010).
- Alpini. Un racconto contemporaneo (con foto de Nicolò Degiorgis) (Provincia Autónoma de Bolzano, Bolzano 2012).
- Al pozzo di Giacobbe (Il Margine, Trento 2013).
- Diario del maestro di Cordés (Alphabeta, Merano 2013).
- Leggende meranesi (Alphabeta, Merano 2014).